# Приамурське державне утворення
Приамурське державне утворення, з 23 липня 1922 р. Приамурський земський край, (рос. Приамурский земский край, неофіційно Приамурський край, «Чорний буфер») — державне утворення, що існувало з 26 травня 1921 року по 25 жовтня 1922 року на частині території колишньої Приморської області Російської імперії, що номінально належала Далекосхідній Республіці.
Найменування «Чорний буфер» виникло в радянській публіцистиці часів Громадянської війни і згодом широко використовувалося у вітчизняній історіографії.

## Історія

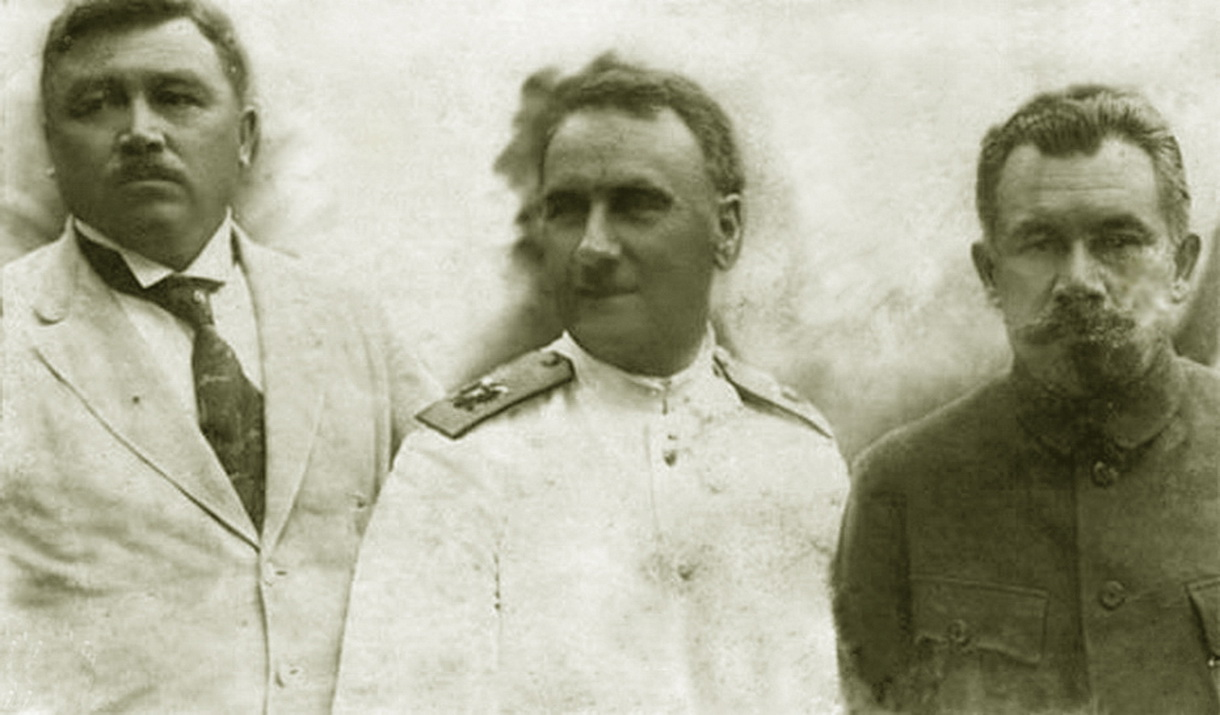
1922 рік. Міністр закордонних справ М.Д. Меркулов, адмірал Г.К. Старк, голова С.Д. Меркулов.

Початком існування Приамурського державного утворення прийнято вважати 26 травня 1921 року, коли в м. Владивосток білі повстанці повалили уряд Приморської земської управи на чолі з більшовиком В. Г. Антоновим, що визнавало владу Далекосхідної Республіки. Влада була передана З'їзду Несоціалістичних Організацій Далекого Сходу. Ним було обрано Тимчасовий Приамурський Уряд.
Керівний орган Приамурського державного утворення мав назву Тимчасового Приамурського уряду, підпорядковані йому збройні сили складалися з частин білої Далекосхідної армії, що раніше входили до армії генерала В.О. Каппеля та отамана Г.М. Семенова. Вищим представницьким органом влади були Народні збори.
Підтримку новому державному утворенню надавали США та Японія в особі консульського корпусу, остання надавала і військову допомогу за рахунок розквартированих у Примор'ї в період інтервенції японських військ.
Першим главою нового Приамурського уряду став присяжний повірений С.Д. Меркулов. Практично негайно після перевороту біля Примор'я відновився широкий партизанський рух, організоване партіями соціалістичної орієнтації, насамперед більшовиками.
Нездатність упоратися з партизанським рухом, що набирало силу, а також поразки, завдані підпорядкованим Тимчасовому Приамурському уряду військам Народно-Революційної армії Далекосхідної Республіки (НРА ДСР) під Хабаровськом узимку і навесні 1922 року, призвели влітку 1922 року до відставки меркуловського уряду і переходу реальної влади до генерала М. К. Дітеріхса, який об'єднав посади глави уряду і головнокомандувача і проголошений 23 липня 1922 Правителем Приамурського державного утворення.
Своїм указом за № 1 Дітеріхс перейменував Приамурське державне утворення на Приамурський земський край, а армію — на Земську рать. Земська рать з 1 вересня розпочала наступальну операцію проти НРА ДСР, проте вже в жовтні була практично повністю розгромлена.

## Ліквідація «Чорного буфера»
19 жовтня близько 13 години НРА ДСР підійшла до Владивостока на відстань 9 км, однак їй перетнули шлях японські частини. У цей момент уже повним ходом йшла евакуація білогвардійців та інтервентів із Владивостоцького порту. Японське командування та представник японського міністерства закордонних справ у Владивостоці висунули ультимативні вимоги призупинити евакуацію, якщо відбудуться зіткнення між частинами НРА та японськими військами. Багато в чому японці розраховували створити цим привід для залишення своїх військ у Владивостоці. Американський консул Макгаун також зробив заяву в місцевій газеті про те, що «в разі небезпеки американськими військами буде вжито найрішучіших заходів». Військова рада НРА звернулася із закликом до особового складу відійти організовано на кілька верст від міста та чекати на вказівки.
Японське командування прагнуло всіляко зволікати з переговорами про вступ НРА у Владивосток. Одночасно інтервенти та білогвардійці вантажили на судна цінне майно та обладнання, підривали кріпаки та склади з озброєнням, а що не встигали чи не могли вивезти — знищували та топили в морі.
Навіть у цей момент інтервентами була спроба створити у Владивостоці ще один маріонетковий «уряд», роль якого зіграла група сибірських обласників на чолі з А. Н. Сазоновим, що замінила уряд Дітеріхса, що втекло на японському пароплаві. Проте дії нового уряду обмежилися розклеюванням 22 жовтня по Владивостоку рукописних плакатів про прийняття влади, за що він отримав найменування «плакатного уряду», а також тим, що три міністри цього квазіуряду в той же день здійснили наліт на міську думу для захоплення грошової каси, яка на момент їхнього «візиту» виявилася вже розграбованою.
Уряд Далекосхідної республіки та уряд РРФСР звернулися до Японії з протестом проти зволікання японцями евакуації своїх військ із Владивостока та поклали відповідальність за анархію та розграбування міста на японський уряд. Водночас робітники Владивостока, вимагаючи негайного відходу інтервентів, оголосили загальний страйк. Тільки після цього японське командування було змушене укласти 24 жовтня на роз'їзді Седанка угоду про залишення своїми військами Владивостока та прилеглих островів не пізніше 16 години 25 жовтня 1922.
25 жовтня о 16 годині слідом за військами інтервентів, що відступали, передові частини 1-ї Забайкальської стрілецької дивізії і школа молодшого командного складу 2-ї Приамурської стрілецької дивізії вступили до Владивостока.
Далекосхідна Республіка відновила контроль над усією територією Примор'я. Приамурський земський край і весь білий рух у країні припинили своє існування.

## У культурі
Приамурському земському краю та Білому виходу 1922 року з Примор'я присвячена пісня «Спадкоємці», що завершує альбом «Есхато» сибірської групи «Калинов Мост».